# 舍米耶
舍米耶（法語：Chemillé，法語發音：[ʃəmije]）是法国曼恩-卢瓦尔省的一个旧市镇，属于绍莱区。2013年1月1日，舍米耶与市镇默莱合并为市镇舍米耶-默莱。2015年12月15日，舍米耶-默莱和相邻的其它11个市镇合并为新市镇安茹地区舍米耶（Chemillé-en-Anjou），舍米耶-默莱为新市镇行政中心。

## 地理
舍米耶（47°12'47.2"N, 0°43'33.0"W）面积49.20 平方千米，位于法国卢瓦尔河地区大区曼恩-卢瓦尔省，该省份为法国西部内陆省份，大致对应安茹地区，北起顺时针与马耶讷省、萨尔特省、安德尔-卢瓦尔省、维埃纳省、德塞夫勒省、旺代省、大西洋卢瓦尔省和伊勒-维莱讷省接壤。
与舍米耶接壤的市镇（或旧市镇、城区）包括：尚佐、科塞当茹、圣乔治德加尔德、圣莱赞、拉瑞默利耶尔、瓦朗茹、默莱、拉沙佩勒鲁斯兰。
舍米耶的时区为UTC+01:00、UTC+02:00（夏令时）。

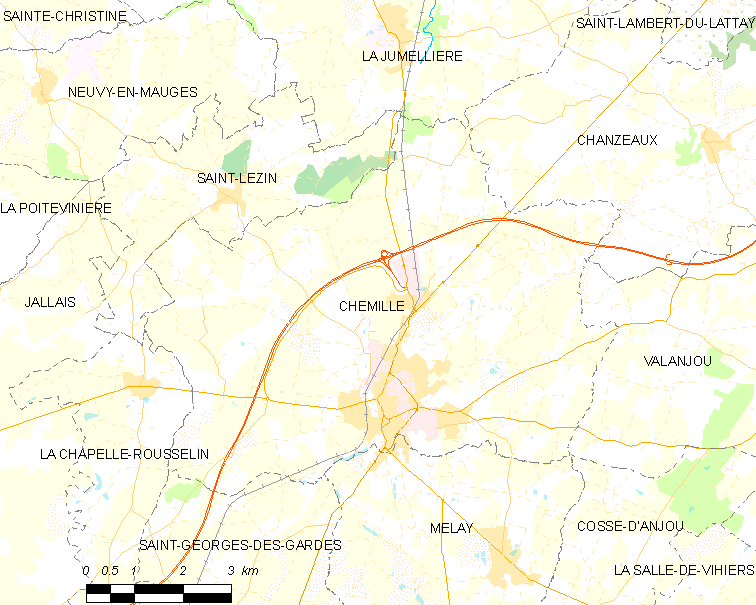
舍米耶的OSM定位图

## 行政
舍米耶的邮政编码为49120，INSEE市镇编码为49092。

## 人口

1962-2008年间舍米耶人口变化图示

舍米耶于2018年1月1日时的人口数量为7201人。